# 김해한일여자고등학교
김해한일여자고등학교(金海韓一女子高等學校)는 대한민국 경상남도 김해시 안동에 위치한 사립 고등학교이다.

## 학교 연혁
- 1974년 1월 5일 : 제1대 김한수 이사장 취임
- 1979년 2월 21일 : 한일합섬 김해공장 부설 한일여자실업고등학교 설립인가(24학급) 설립자 한일합성섬유공업주식회사 대표이사 김한수
- 1979년 3월 30일 : 개교 및 제1회 입학식(480명)
- 1980년 8월 20일 : 구관 교사(校舍) 준공
- 1982년 2월 22일 : 제1회 졸업식(446명)
- 1989년 2월 2일 : 신관 교사(校舍) 준공
- 1991년 3월 1일 : 김해한일여자상업고등학교 인가 승인(상업과 24학급)
- 1999년 3월 1일 : 김해한일여자고등학교로 교명 변경 승인
- 2006년 9월 1일 : 체육관 준공
- 2012년 2월 3일 : 제4대 김효준 이사장 취임
- 2012년 3월 1일 : 특성화고등학교로 학과 개편(세무금융과 4학급, 물류유통과 3학급, 멀티미디어과 3학급)
- 2019년 6월 20일 : 학과 개편 인가(금융정보과 2학급, 세무회계과 2학급, 보건간호과 2학급, 영상크리에이터과 2학급)
- 2022년 8월 12일 : 학과 개편 인가(공공사무행정과 2학급, 금융정보과 2학급, 보건간호과 2학급, 영상크리에이터과 2학급)
- 2023년 7월 13일 : 학과 개편 인가(공공사무행정과 3학급, 보건의료행정과 1학급, 보건간호과 2학급, 영상크리에이터과 2학급)
- 2024년 3월 1일 : 제19대 이연지 교장 취임

## 설치 학과
- 보건간호과
- 보건의료행정과
- 공공사무행정과
- 영상크리에이터과

## 참고 자료
- 김해한일여자고등학교 - 한국교육학술정보원 학교알리미